# Hypomolis fassli
Hypomolis fassli är en fjärilsart som beskrevs av Rothschild 1911. Hypomolis fassli ingår i släktet Hypomolis och familjen björnspinnare. Inga underarter finns listade i Catalogue of Life.